# マデリーン・マニング
マデリーン・マニング (Madeline Manning、1948年1月11日-)は、アメリカ合衆国の陸上競技選手。1968年メキシコオリンピックの女子800m金メダリストである。

## 経歴
1967年から1981年の間、マニングは10もの国内タイトルを獲得。さらに数多くのアメリカ記録を樹立した。オリンピックには、1968年メキシコ大会から3大会連続出場。1980年モスクワオリンピックにも出場できたかもしれなかったが、アメリカが出場をボイコットしたため4回目の出場はならなかった。1968年メキシコオリンピックでは女子800mに出場し、同種目でアメリカ人として初めての、そして現在まで唯一の金メダルを獲得。1972年ミュンヘンオリンピックでは、4×400mリレーの選手として出場し、銀メダルを獲得した。

## 主な実績
| 年   | 大会                   | 場所                     | 種目         | 結果 | 記録      |
| ---- | ---------------------- | ------------------------ | ------------ | ---- | --------- |
| 1967 | ユニバーシアード       | 東京(日本)               | 800m         | 1位  | 2分06秒8  |
| 1967 | パンアメリカンゲームズ | ウィニペグ(カナダ)       | 800m         | 1位  | 2分02秒35 |
| 1968 | オリンピック           | メキシコシティ(メキシコ) | 800m         | 1位  | 2分00秒92 |
| 1972 | オリンピック           | ミュンヘン(西ドイツ)     | 4×400mリレー | 2位  | 3分25秒2  |